# União Europeia de Futebol de Salão
A União Europeia de Futebol de Salão - Futsal (UEFS) é uma organização internacional que dirigem a prática do Futebol de Salão na Europa nas regras FIFUSA/AMF. Sua sede é em Moscou na Rússia.

## História
Fundada em 8 de janeiro de 1988, na cidade de Madrid, na Espanha, tendo como seu primeiro presidente o espanhol Antonio Alberca Garcia e seus membros fundadores foram as entidades: Czechoslovak Indoor Foot-Ball Federation (Checoslováquia), Federación Española de Futbol Sala (Espanha), Association FranÇaise de Foot-Ball Ensalle (França), Nederlandse Culturel Bond (Holanda), Israel Federation Indoo Foot-Ball (Israel), Associazione Italiana Foot-Ball Sala (Itália) e Asociación Futegol de Salão de Portugal (Portugal).

## Membros afiliados

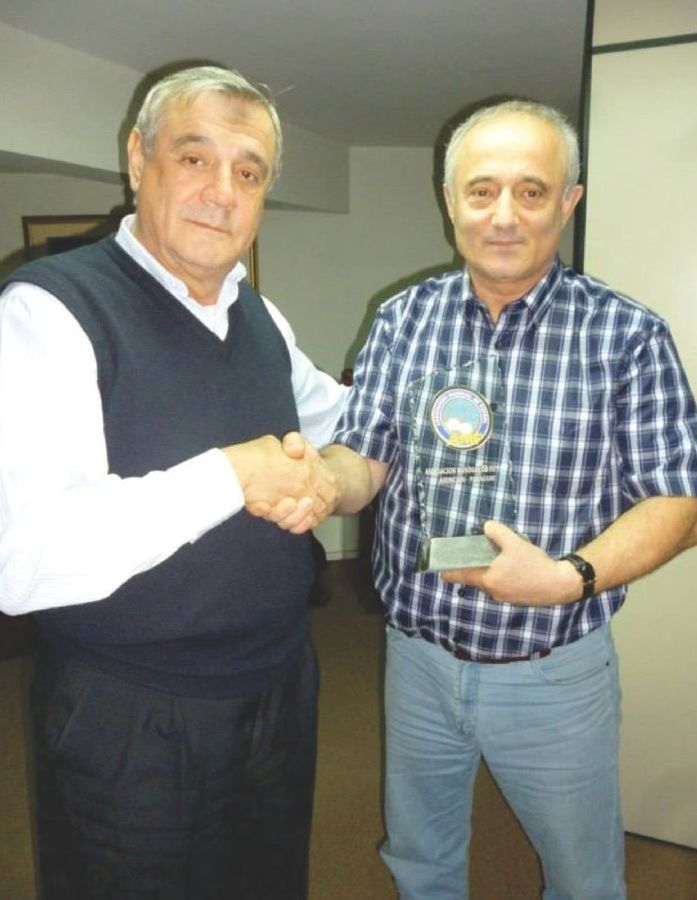
Encontro em 2013, entre o presidente Rolando Alarcon Rios (a esquerda) da AMF - Associação Mundial de Futsal e o presidente Valery Akhumyan (a direita) da UEFS - União Europeia de Futebol de Salão para a definição do país sede do próximo mundial de futebol de salão, que acontecerá na Bielorrússia em 2015.

| UEFS - União Europeia de Futebol de Salão |                                             |                                                                                       |
| Países                                    | Membros                                     | Web site                                                                              |
| Abecásia                                  |                                             |                                                                                       |
| Armênia                                   | Armenian Futsal Federation                  |                                                                                       |
| Bélgica                                   | Belgische Zaalvoetbalbond                   | http://www.belgianfutsalfed.be                                                        |
| Bielorrússia                              | Belarus Futsal Federation                   | https://web.archive.org/web/20071007211702/http://www.futsal-by.com/                  |
| Bulgária                                  | Bulgarian Liga Futsal - BLFZ                | http://www.blfz.eu                                                                    |
| Catalunha                                 | Federació Catalana de Futbol Sala (FCFS)    | http://www.futsalcat.com/                                                             |
| Eslováquia                                |                                             |                                                                                       |
| Espanha                                   |                                             |                                                                                       |
| País Basco                                | Euskadi Futsal Federação                    | http://www.favafutsal.com                                                             |
| Finlândia                                 |                                             |                                                                                       |
| França                                    | Union Nationale des Clubs de Futsal (UNCFs) | http://www.uncfs.org/ http://www.uncfs.fr                                             |
| Grécia                                    | Greece Federation                           |                                                                                       |
| Itália                                    | Federazione Italiana Calcio da Sala (FICS)  | https://web.archive.org/web/20130528121922/http://federazioneitalianacalciodasala.it/ |
| Israel                                    |                                             |                                                                                       |
| Cazaquistão                               | Kazakhstani Federation                      |                                                                                       |
| Quirguistão                               |                                             |                                                                                       |
| Kosovo                                    |                                             |                                                                                       |
| Letônia                                   | Latvijas Futzala Associacija                |                                                                                       |
| Lituânia                                  |                                             |                                                                                       |
| Noruega                                   | Indoor Football Scandinavia (IFS)           | http://www.futsal.no                                                                  |
| Ossétia do Sul                            | South Ossetian Futsal Federation            |                                                                                       |
| Polónia                                   |                                             |                                                                                       |
| Portugal                                  | Portugal Federation                         |                                                                                       |
| Chéquia                                   | Ceská Federace Sálového Fotbalu - Futsal    | http://www.futsal-salovyfotbal.com                                                    |
| Santa Helena                              |                                             |                                                                                       |
| Rússia                                    | Russian Futsal Federation (FFR)             | https://web.archive.org/web/20070418102341/http://futsal-ffr.ru/                      |
| Uzbequistão                               |                                             |                                                                                       |
| Ucrânia                                   | Ukrainian Federation                        |                                                                                       |